# Malattia di Lubag
Per  malattia di Lubag (o distonia-parkinsonismo X-linked, o XDP) in campo medico, si intende una patologia rara che interessa esclusivamente i cittadini delle Filippine, una forma di distonia ovvero di disturbo dei movimenti.

## Epidemiologia
Colpisce prevalentemente i maschi in età infantile delle Filippine, si mostra anche nelle donne con sintomi più lievi e negli adulti ma più raramente.

## Manifestazioni
I disturbi non si limitano al movimento ma vanno anche ad intaccare la memoria e il linguaggio, ha una progressione veloce ma successivamente regredisce, anche se in maniera molto più lenta.

## Eziologia
La causa è genetica, il gene è stato localizzato nel Xq13.

## Terapie
I trattamenti risultano poco efficaci, fra le prove che si sono effettuate tramite studi è stato utilizzato il levodopa ma i risultati non sono incoraggianti. Fra le moderne tecnologia si è provata la stimolazione cerebrale profonda.